# Matisyahu
Matthew Paul Miller (30 de juny del 1979), més conegut com a Matisyahu, és un cantant jueu estatunidenc de reggae, tot i que la seva obra mescla influències d'altres estils com el hip-hop, l'ska, el dub i el rock. Molt afí amb la cultura reggae, utilitza en les seves lletres temàtiques espirituals derivades de la seva condició de jueu hassídic.
L'agost de 2015, el festival Rototom Sunsplash va anul·lar la seva invitació al festival després d'haver-se negat a manifestar la seva opinió personal sobre la proposta de dos estats al conflicte araboisraelià.

## Discografia
- Shake Off the Dust... Arise (JDub Records 2004)
- Live at Stubb's (JDub 2004)
- Youth (JDub/Or Music/Epic Records 2005)
- Youth Dub (JDub/Or Music/Epic 2006)
- No Place to Be (àlbum remix) (Sony Music 2006)
- Shattered (EP) (Epic 2008)
- Light (JDub/Or Music/Epic 2009)
- Spark Seeker (2012)
- Akeda (2014)
- Undercurrent (2017)